# Route nationale 3 (Luxembourg)
Pour les articles homonymes, voir N3 et Route nationale 3.
La route nationale 3 (luxembourgeois : Nationalstrooss 3) est une route nationale reliant Luxembourg à la frontière française à Frisange, où elle est connectée à la D653, qui va de la frontière luxembourgeoise à Thionville.
La N3 prend son origine à la place de Metz à Luxembourg-ville. Elle porte le nom d'« avenue de la Liberté » jusqu'à la place de la Gare. Elle traverse la ligne du chemin de fer par le pont Jean-Pierre Büchler pour quitter le territoire de la ville par Bonnevoie. Elle passe ensuite par les localités de Howald, Hesperange, en passant sous l’A1 et en enjambant l'Alzette, Alzingen, Schlammestee et Frisange. Elle porte le nom de « route de Thionville » de la place de la Gare à Luxembourg jusqu'à la frontière française.
La N3 a une longueur totale de 13 km, elle fait partie de la Voie de la Liberté sur tout son tracé.

## Histoire
Autrefois, cette route était utilisée par les frontaliers français travaillant au Grand-Duché. Aujourd'hui, ils utilisent l'A3.